# Jangamahosahalli, Mulbagal
Jangamahosahalli là một làng thuộc tehsil Mulbagal, huyện Kolar, bang Karnataka, Ấn Độ.